# Rudaki Institut für Sprache und Literatur
Das Rudaki Institut für Sprache und Literatur (tadschikisch Институти забон ва адабиёт ба номи А. Рӯдакии, persisch انستیتوت زبان و ادبیات رودکی) ist die Regulierungsbehörde für die tadschikische Sprache mit Hauptsitz in Duschanbe, Tadschikistan. Es ist eines der ältesten Forschungsinstitute der Tadschikischen Akademie der Wissenschaften und fungiert als offizielle Autorität für die Sprache. Es trägt zur sprachlichen Forschung über Tadschikisch und andere Sprachen Tadschikistans bei.
Es wurde während der UdSSR-Ära am 17. März 1932 gegründet. Zum 1100. Jahrestag der Geburt des Begründers der persisch-tadschikischen Literatur im Jahr 1958 wurde das Institut als Abuabdullo Rudaki Institut für Sprache und Literatur benannt.